# Sudan ai Giochi della XXX Olimpiade
Il Sudan ha partecipato ai Giochi della XXX Olimpiade di Londra che si sono svolti dal 27 luglio al 12 agosto 2012. È stata la 12ª partecipazione degli atleti sudanesi ai giochi olimpici estivi.
Gli atleti della delegazione sudanese sono stati 6 (4 uomini e 2 donne), in 2 discipline. Alla cerimonia di apertura il portabandiera è stato Ismail Ahmed Ismail, mentre il portabandiera della cerimonia di chiusura è stato Rabah Yousif, atleti specializzati rispettivamente nelle gare di velocità e mezzofondo.
Nel corso della manifestazione il Sudan non ha ottenuto alcuna medaglia.

## Atletica leggera
| Q | Qualificato al turno successivo per la posizione in qualificazione                                                           |
| q | Qualificato per il turno successivo per ripescaggio o, negli eventi su campo, conquistando la misura minima per qualificarsi |

### Maschile
Eventi di corsa su pista e strada
| Atleta              | Evento | Batteria  | Batteria  | Semifinale      | Semifinale      | Finale          | Finale          |
| Atleta              | Evento | Risultato | Posizione | Risultato       | Posizione       | Risultato       | Posizione       |
| ------------------- | ------ | --------- | --------- | --------------- | --------------- | --------------- | --------------- |
| Ismail Ahmed Ismail | 800 m  | 1'48"79   | 6°        | non qualificato | non qualificato | non qualificato | non qualificato |
| Abubaker Kaki       | 800 m  | 1'45"51   | 1° Q      | 1'44"51         | 1° Q            | 1'43"32         | 7°              |
| Rabah Yousif        | 400 m  | 45"46     | 3° Q      | 45"13           | 4°              | non qualificato | non qualificato |

### Femminile
Eventi di corsa su pista e strada
| Atleta       | Evento | Batteria  | Batteria  | Semifinale      | Semifinale      | Finale          | Finale          |
| Atleta       | Evento | Risultato | Posizione | Risultato       | Posizione       | Risultato       | Posizione       |
| ------------ | ------ | --------- | --------- | --------------- | --------------- | --------------- | --------------- |
| Amina Bakhit | 800 m  | 2'09"78   | 4ª        | non qualificata | non qualificata | non qualificata | non qualificata |

## Nuoto e sport acquatici

### Nuoto
Maschile
| Atleta          | Evento            | Batterie | Batterie   | Semifinali      | Semifinali      | Finale          | Finale          |
| Atleta          | Evento            | Tempo    | Classifica | Tempo           | Classifica      | Tempo           | Classifica      |
| --------------- | ----------------- | -------- | ---------- | --------------- | --------------- | --------------- | --------------- |
| Mohamed Elkhedr | 50 m stile libero | 27"26    | 50º        | non qualificato | non qualificato | non qualificato | non qualificato |

Femminile
| Atleta                  | Evento            | Batterie | Batterie   | Semifinali      | Semifinali      | Finale          | Finale          |
| Atleta                  | Evento            | Tempo    | Classifica | Tempo           | Classifica      | Tempo           | Classifica      |
| ----------------------- | ----------------- | -------- | ---------- | --------------- | --------------- | --------------- | --------------- |
| Mhasin El Nour Fadlalla | 50 m stile libero | 35"07    | 70ª        | non qualificata | non qualificata | non qualificata | non qualificata |